# Yessica Ramírez
Yessica Guadalupe Ramírez Meza, née en Sinaloa au Mexique est un mannequin mexicain, première dauphine du concours de beauté Nuestra Belleza México (Miss Mexique) 2003. Elle représente son pays lors de Miss Monde à Sanya en Chine le 4 décembre 2004, où elle se place parmi les demi-finalistes et reçoit le titre de Miss Top Model.